# محيي نوح
لواء محيي نوح (6 أغسطس 1943 -) هو عسكري مصري، وأحد قادة المجموعة 39 القتالية، إبان حرب الاستنزاف.

## حياته ونشأته
- ولد محيي الدين خليل مهدي نوح في 6 أغسطس من عام 1943 بمحافظة الشرقية.
- التحق بالكلية الحربية عام 1961 وتخرج منها في 4 أبريل 1963
- حصل علي المركز الأول في دورة معلمي الصاعقة عام1963 (الدورة رقم 53) وعمل مدرس بمدرسة الصاعقة.[2]

## مشاركات عسكرية

### حرب اليمن
قضي محيي نوح عامين ونصف العام من عام 1964 حتى 1966 ضمن تشكيلات الجيش المصري باليمن لدعم ثورته (حرب اليمن) ورقي إلى درجة نقيب حين ذلك.

### حرب 1967
عاد من اليمن ليكون ضمن تشكيل من قوات الصاعقة المصرية مكلفة بحماية منطقة شرم الشيخ بجنوب سيناء، ولما بدأت حرب 1967، إتجاه هجوم العدو من القطاع الشمالي، والأوسط من سيناء، فقد تم سحب وحدته من الجنوب إلي الإسماعيلية أولاً ثم كلف بقيادة سريته ضمن كتيبة صاعقة للتحرك شرق القناة إلي القنطرة ثم التمركز في منطقة جلبانة قبل رمانة لإيقاف تقدم لواء مدرع إسرائيلي في إتجاهه نحو القناة يوم السادس من يونيو.. وبالفعل تم توزيع قوات الصاعقة وعمل الحفر البرميلية وتم دعمهم بعشرة دبابات مصرية تابعة لأحد الألوية المدرعة المصرية كان من ضمن أطقمها الملازم أول طارق واصل نجل الفريق عبد المنعم واصل الذي قاد الجيش الثالث في حرب أكتوبر. تمكنت هذه القوة المصرية من إيقاف لواء مدرع إسرائيلي كامل بعد أن كبدته خسائر كبيرة.. فتوقف العدو ولم يجرؤ علي التقدم تلك الليلة.. وفي صباح اليوم التالي 7 يونيه هاجم العدو الموقع بطائراته الحربية في ظل غياب غطاء جوي مصري فتمكن من تدمير الدبابات العشرة بأكملها بالأضافة إلي التشوينات الإدارية.. واستطلعت بعد ذلك طائرات هليوكوبتر للعدو الموقع المصريوتأكدت من الدمار الذي حل به وأبلغت اللواء المدرع الذي قام بأقتحام الموقع.. وأعطي النقيب محيي نوح أوامره لسريته بالأحتماء بالحفر البرميلية وعد الأشتباك مع العدو إلا بعد أن يدخل في مرمي نيران الأسلحة الآلية والآربيجيهات.. ومالبث أن احتدم القتال وأوقع الجانب المصري خسائر في أفراد العدو مما دفعهم للأحتماء داخل الدبابات.. وللأسف لم تجد طلقات الآربيجيه مع الدبابات الإسرائيلية الحديثة أمريكية الصنع من نوع الباتون 48 كثيفة الدروع.. فبدأ القتال المتلاحم بين رجال الصاعقة وقلاع الفولاذ فبدأ رجال الصاعقة في استخدام القنابل اللاصقة في باطن الدبابات أثناء مرور الدبابات فوق حفرهم البرميلية في محاولة القضاء علي الأبطال المصريون ولكن هذه القنابل أيضاً لم تحقق الهدف منها في تدمير الدبابات وكان أقصي ما حققته هو إيقاف الدبابة ومنعها من الحركة.. فأضطر رجال الصاعقة للأنسحاب وسط قذائف دبابات العدو ومطاردة طائراته الهليوكوبتر.. وأخيراً استقر المطاف بباقي قوة الصاعقة المنهكة إلي الكاب جنوب بور سعيد بواسطة أحد قوارب إرشاد هيئة قناة السويس.. ومن هناك انتقلوا بأحد القطارات إلي مدينة بور سعيد حيث تجمعوا بمدرسة أشتوم الجميل..
وفي هذه الظروف العصيبة كلفت وحدات الصاعقة بمهمة إنسانية وهي إحضار الجنود المصريين الشاردين في سيناء وسط قوات العدو التي وصلت إلي ضفة القناة الشرقية.. واستقل النقيب محيي نوح أحد القوارب بعد أن إرتدي جلباباً بلدياً محملاً بالمياه العذبة والمؤن وإتجه إلي بحيرة البردويل لأحضار الجنود الذين إتجهوا إلي تلك المنطقة.
ومالبثت قوات الصاعقة أن عادت لأداء أدورها القتالية ضد العدو المتغطرس وتجلي ذلك في أول يوليو بمعركة رأس العش الشهيرة حيث كلف النقيب محيي نوح وخليل جمعة خليل وعبد الوهاب الزهيري وعدد من رجال كتيبة الصاعقة التي كان يقودها الرائد سيد الشرقاوي للعبور شرقا لوقف تقدم العدو في محاولته الأستيلاء علي مدينة بور فؤاد وبالفعل تكبد العدو خسائر فادحة وفشل في تحقيق مهمته في أول مواجهة حقيقية بعد أقل من شهر من نهاية نكسة يونيو.. وكان من ضمن من أبلوا بلاءً حسناً في هذه المعركة وأصيب الملازم أول الجزار والملازم أول نادر عبد الله ضارب مدفع الهاون.

## بدء تكوينالمجموعة 39 قتال
في عام 1968 التحق باحد كتائب الصاعقة للعمل محلقا علي إدارة المخابرات الحربية والأستطلاع ثم رشح وقتها للانضمام إلي مجموعة 39 قتال
في أوائل عام 1968 كانت كتيبة الصاعقة التي تضم المقاتل محيي نوح تحت تصرف القيادة لأنتقاء عناصر من بينهم لتكون قوام مجموعة العمليات الخاصة التي يقودها العقيد إبراهيم الرفاعي الذي كان قد سبق له قيادة مجموعات قليلة العدد عبر بها القناة للقيام بأعمال تدمير واستطلاع للعدو.. وكلف الرفاعي النقيب محيي نوح الذي سبق تعارفهما وهما ضمن صفوف وحدات الصاعقة باختيار أفضل العناصر من كتيبته من ضباط، وصف ضباط، وجنود لضمهم إلي المجموعة التي كان قوامها الرفاعي قائداً للمجموعة، والعقيد عالي نصر طبيباً، والرائد أحمد رجائي عطية، وفصيلة من الصاعقة البحرية، وفصيلة من إحدي فصائل الصاعقة بالأضافة إلي المجموعة التي إختارها النقيب محيي نوح من كتيبته حتى بلغ عدد أفراد المجموعة ما يقرب من 200 مقاتل كانوا يتنافسون فيما بينهم لكي يحظوا بالخروج في عمليات مع قائدهم الرفاعي.. ويذكر المقاتل محيي نوح أن الرفاعي علي الرغم من عدم ضخامة الحجم أو الطول الفارع إلا أنه كان يمتع بصفة الجرأة المتناهية التي تمكن من بثها في كل من كان يعمل معه.. وحملت المجموعة أسماء مختلفة منها مجموعة الكوماندوز المصريون، ومنظمة سيناء العربية، وعندما اكتمل عدد العمليات التي قاموا بها ضد العدو 39 عملية حملت اسم " المجموعة 39 قتال"

### ثغرة الدفرسوار
وعندما حدثت ثغرة الدفرسوار طلب من المجموعة التجمع والذهاب إلي الإسماعيلية بتكليف من القيادة بضرب المعبر الوحيد لإسرائيل وعند الوصول إلى الإسماعيلية قابل إبراهيم الرفاعي الفريق سعد الدين الشاذلي رئيس الأركان الذي كان قد وصل إلي هناك لإبلاغ القيادة بحقيقة أمر الثغرة فكلفه الفريق الشاذلي بمهمة أخرى وهي تدمير العدو بمنطقة الثغرة وأعطاه خط سير بمنطقة السرابيوم.
وفي الصباح الباكر عندما تحرك إبراهيم الرفاعي مع بعض رجاله لأستطلاع العدو وحدث اشتباك بين فصيلة من مدرعات العدو مع مجموعته الصغيرة بالقرب من إحدي قواعد الصواريخ المصرية. وهو الأشتباك الذي أصيب خلاله إبراهيم الرفاعي الأصابة التي لقي ربه علي أثرها..وعقب استشهاد الرفاعي، وعودة الرائد عالي نصر، والرائد العجيزي إلي القاهرة بناء علي أوامر القيادة أستدعي النقيب محيي نوح إلي قيادة الجيش الثاني لمقابلة اللواء عبد المنعم خليل الذي أعطاه تكليفات للمجموعة بالتوجه إلي جبل مريم جنوب الإسماعيلية لدعم رجال المظلات الذين يقاتلون العدو هناك وبالتنسيق بين النقيب محيي نوحالذي تولي قيادة المجموعة وبين العميد محمود عبد الله قائد سلاح المظلات، والعميد إسماعيل عزمي قائد لواء المظلات انتشر أبطال المجموعة أمام جبل مريم ليكونوا حاجز صلد بين العدو وقوات المظلات المصرية ومنعوا العدو من دخول الإسماعيلية في الوقت الذي قامت فيه قوات الصاعقة في تدميرالعدو بنفيشة وأبو عطوة حتى يوم 22 أكتوبر.. وبالرغم من قرار وقف إطلاق النار إلا ان العدو واصل تقدمه نحو السويس حتى يوم 24 أكتوبر وملحمة السويس إلي أن وضعت الحرب أوزارها.

## بعد أكتوبر
- عاد للعمل ضمن إدارة العمليات المخابرات الحربية والاستطلاع.
- وأستمر اللواء محيي نوح علي عطائه للقوات المسلحة حينما عمل علي الأشراف علي علي قوات الأمم المتحدة بسيناء أثناء استلام باقي سيناء حتى ترك الخدمة العسكرية عام 1986.
- حصل علي بكالورويس إدارة أعمال عام 1981
- عضو مجلس محلي لمحافظة 6 أكتوبر، ورئيس لجنة الشباب بها، ومدير عام شركة جاتو أرامتك التي تعمل في المجالات الاستثمارية.

## الأنواط والأوسمة[9]
- ميدالية الترقية الإستثنائية 29/4/1956.
- نوط الشجاعة العسكري من الطبقة الأولي 3/4/1969.
- ميدالية جرحى الحرب عام 1969
- نوط الجمهورية العسكري من الطبقة الثانية 10/2/1970.
- خطاب شكر من وزير الدفاع 1970
- وسام النجمة العسكرية 18/8/1971.
- نوط الجمهورية العسكري من الطبقة الأولي 19/2/1974.

## أعلام
جسد الفنان المصري أحمد عز، شخصية اللواء محيي نوح في فيلم الممر.